# Couture-d'Argenson
Couture-d'Argenson é uma comuna francesa na região administrativa da Nova Aquitânia, no departamento de Deux-Sèvres. Estende-se por uma área de 24,16 km². Em 2010 a comuna tinha 392 habitantes (densidade: 16,2 hab./km²).